# آنا فایت
آنا فایت (انگلیسی: Anna Veith؛ زادهٔ ۱۸ ژوئن ۱۹۸۹) اسکی‌باز آلپاین اهل اتریش است.